# Apotamonautes
Apotamonautes is een geslacht van kreeftachtigen uit de klasse van de Malacostraca (hogere kreeftachtigen).

## Soort
- Apotamonautes hainanensis